# Władimir Naumow
Władimir Naumowicz Naumow (ros. Влади́мир Нау́мович Нау́мов; ur. 6 grudnia 1927 w Leningradzie, zm. 29 listopada 2021 w Moskwie) – radziecki reżyser i scenarzysta filmowy. Ludowy Artysta ZSRR.

## Życiorys
Wspólnie z Aleksandrem Ałowem tworzyli reprezentacyjny duet reżyserski okresu „nowej fali radzieckiej” lat 60. Przez wiele lat pełnili funkcję kierowników artystycznych zespołu twórczego Mosfilmu. Obaj ukończyli wydział reżyserski WGIKu oraz byli asystentami reżysera Igora Sawczenki. Po śmierci reżysera w 1950 dokończyli za niego film Taras Szewczenko (1951). Naumow zrealizował samodzielnie następujące filmy: Zakon (1989), Biełyj prazdnik (1994), Tajna Marchello (1997). Pochowany na Cmentarzu Nowodziewiczym w Moskwie.

## Wybrana filmografia
- 1954: Stara forteca
- 1956: Na polu chwały
- 1956: Wiatr w oczy
- 1961: Pokój przychodzącemu na świat
- 1962: Moneta
- 1966: Paskudna historia
- 1970: Ucieczka
- 1977: Legenda o Dylu Sowizdrzale
- 1980: Teheran 43
- 1989: Zakon
- 1994: Biełyj prazdnik
- 1997: Tajna Marchello

## Nagrody i odznaczenia
- Nagroda Państwowa ZSRR (1985)
- Order „Za zasługi dla Ojczyzny” II klasy (2007)
- Order „Za zasługi dla Ojczyzny” IV klasy (1997)
- Order Honoru (2013)
- Order Czerwonego Sztandaru Pracy (1977)
- Order Przyjaźni Narodów (1987)
- Order Znak Honoru (1971)[5]